# Haematopinus asini
Haematopinus asini ist eine bei Pferden parasitierende Tierlaus. Die Laus ist 3 bis 3,5 mm lang und gelbbraun. Die drei Beinpaare sind gleich lang, das Mundwerkzeug ist zu einem Stechrüssel zum Saugen von Blut und Gewebsflüssigkeit umgebildet. Die Adulten sitzen bevorzugt im Bereich der Mähne und Schweifrübe, manchmal auch oberhalb der Hufe. Die Schadwirkung ist gering.
Die Lebenserwartung der Adulten beträgt etwa einen Monat. In dieser Zeit legen die Weibchen ein bis sechs bedeckelte Eier pro Tag. Die weißlichen Eier (Nissen) werden an Haare geklebt und sind mit bloßem Auge sichtbar. Nach ein bis zwei Wochen erfolgt der Schlupf. Die Nymphen entwickeln sich innerhalb von 12 Tagen zu den Adulten. Nach Blutmahlzeit und Begattung beginnen die Weibchen mit der Eiablage. 10 bis 15 Tage nach der Eiablage sterben die Adulten, so dass ein Weibchen im Mittel 24 Eier legt. Der gesamte Entwicklungszyklus vom Ei zum Erwachsenen dauert 3 bis 4 Wochen.
Anhand des Verlaufs der Vorderkante des Kopfes können zwei Unterarten unterschieden werden:
- Bei Haematopinus asini asini verläuft sie flach gerade. Diese Unterart befällt Esel (Esellaus).
- Bei Haematopinus asini equi verläuft sie rundlich vorgewölbt. Diese Unterart befällt Hauspferde (Pferdelaus).